# Brownlowia sarwonoi
Brownlowia sarwonoi är en malvaväxtart som beskrevs av André Joseph Guillaume Henri Kostermans. Brownlowia sarwonoi ingår i släktet Brownlowia och familjen malvaväxter. Inga underarter finns listade i Catalogue of Life.